# Jozef Síkela
Jozef Síkela (pronúncia tcheca: [ˈjozɛf ˈsiːkɛla]; 17 de junho de 1967) é um político checo e ex-banqueiro de investimento, que é comissário europeu para Parcerias Internacionais sob a liderança da presidente Ursula von der Leyen desde dezembro de 2024. Anteriormente, Síkela exerceu as funções de Ministro da Indústria e Comércio da República Tcheca no governo de Petr Fiala, de dezembro de 2021 a outubro de 2024.

## Carreira política

### Comissário Europeu para Parcerias Internacionais
Em dezembro de 2024, Jozef Síkela foi nomeado comissário europeu para as Parcerias Internacionais sob a liderança de Ursula von der Leyen. Neste papel, Síkela supervisiona os esforços da União Europeia para construir e fortalecer parcerias mutuamente benéficas com países terceiros, com o foco no desenvolvimento económico  sustentável, reduçãoda pobreza e promoção  da estabilidade global.

#### Global Gateway
Como comissário europeu para Parcerias Internacionais, Síkela desempenha um papel importante na reformulação da Estratégia Global Gateway. Essa estratégia enfatiza parcerias internacionais inclusivas com o objetivo de apoiar o desenvolvimento sustentável tanto da Europa quanto dos países parceiros. A Estratégia tem como prioridade  investimentos sustentáveis em energia, infraestrutura, educação e pesquisa, saúde e digitalização.
Durante o seu mandato, destaca-sea promoção da colaboração mútua, garantindo que os países parceiros participem ativamente no na programação e implementação de projetos. Iniciativas específicas sob a Estratégia Global Gateway  envolvem projetos concretos em regiões como África, América Latina, América Central e Ásia.

### Ministro da Indústria e Comércio
Em novembro de 2021, após a renúncia de Věslav Michalík, Síkela tornou-se o novo candidato do partido político Mayors and Independents (STAN) para o cargo de Ministro da Indústria e Comércio do Governo de Petr Fiala (uma coalizão de SPOLU e PirSTAN). Foi nomeado para esse cargo em dezembro de 2021 pelo presidente checo Miloš Zeman no castelo de Lány.
Durante o mandato de Síkela como Ministro da Indústria e Comércio, a Tchéquia  aprovou legislações com o objetivo de desenvolver fontes de energia renováveis, simplificando o processo de autorização para novos projetos e permitindo seu uso eficiente. Isso incluiu a Lei da Energia Comunitária, que permitiu a gestão partilhada de eletricidade excedente gerada por fontes renováveis, e foi declarada como Lei Comercial do Ano em 2024. O sistema de energia comunitária foi lançado em agosto de 2024.
Oseu período ministerial  viu também a Tchéquia República Tcheca reduzir a dependência das importações de gás russo, parcialmente por meio da aquisição de uma participação no terminal de LNG em Eemshaven, na Holanda, em cooperação com o grupo ČEZ, o que Síkela anunciou em julho de 2022. Em novembro de 2023, o governo anunciou que, novamente em colaboração com o grupo ČEZ, tinha adquirido uma participação no terminal de LNG em Stade, na Alemanha. Síkela representou a Tchéquia na cerimónia de lançamento da construção do terminal.
Quando o país presidiu o Conselho da União Europeia em 2022, Síkela presidiu às reuniões ministeriais do Conselho dos Negócios Estrangeiros, do Conselho de Competitividade (COMPET) e do Conselho de Transportes, Telecomunicações e Energia, enquanto este último coordenava a resposta da UE às perturbações nos mercados de energia devido à guerra na Ucrânia. Com Síkela na presidência das reuniões, os Estados-membros da UE concordaram com medidas-chave que ajudaram a estabilizar os mercados de energia.

## Vida pessoal e interesses
Além das sua carreira política e profissional, Jozef Síkela é conhecido por sua paixão pela música. Ele é um grande fã de música clássica, especialmente das obras de compositores como Herbert von Karajan, Antonín Dvořák e Bedřich Smetana, refletindo sua herança checa.É também um apreciador de jazz, rock dos anos 80, trilhas sonoras e música world, principalmente originária de África.